# Cubocephalus subpolitus
Cubocephalus subpolitus är en stekelart som beskrevs av Henry Keith Townes, Jr. 1962. Cubocephalus subpolitus ingår i släktet Cubocephalus och familjen brokparasitsteklar. Inga underarter finns listade i Catalogue of Life.